# Ура-Линда

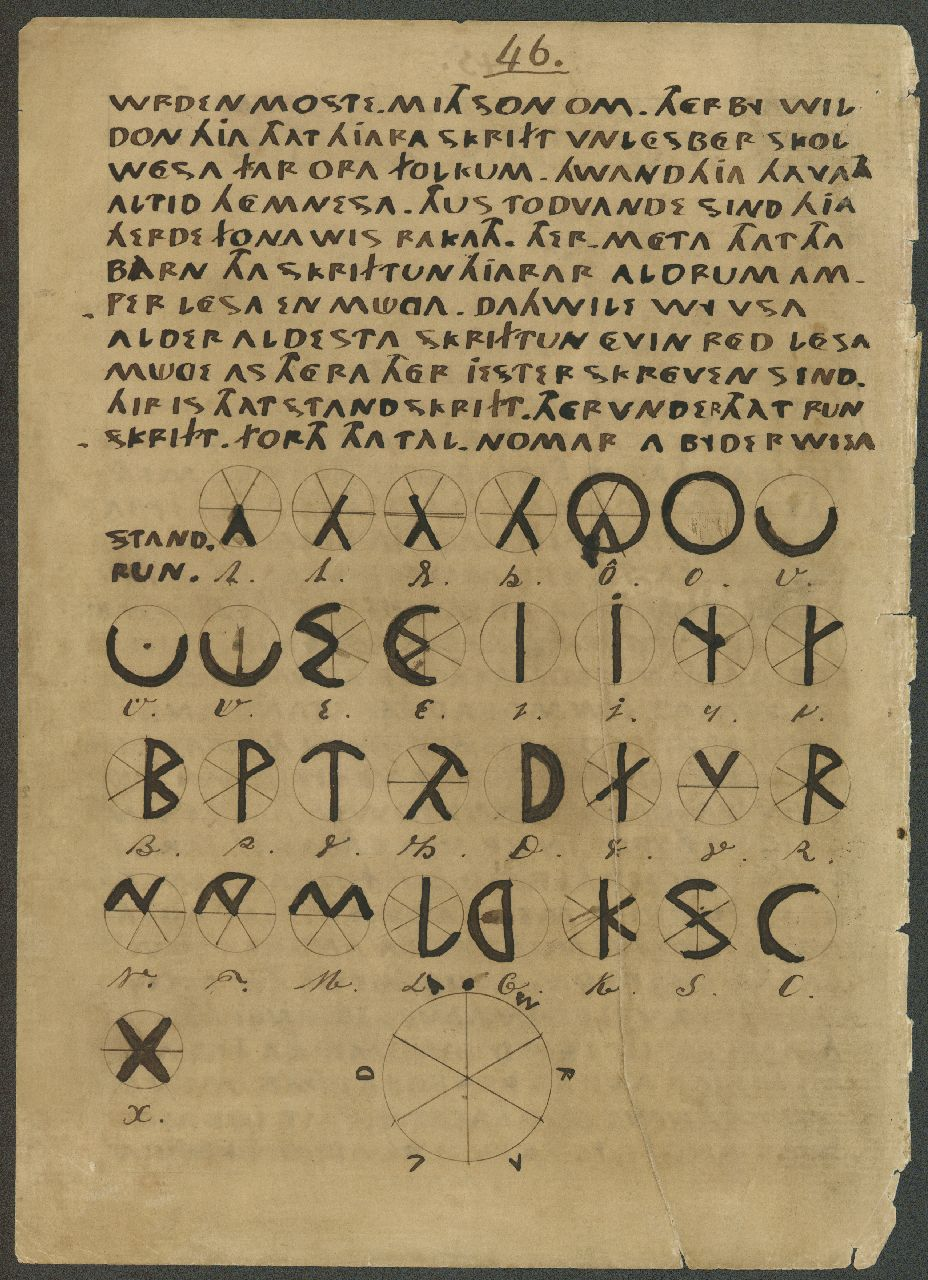
Страница из манускрипта хроники «Ура-Линда»

Ура-Линда (з.-фриз. Oera Linda Boek, нем. Ura-Linda-Chronik), иногда называется «Хроникой Ура-Линда» или «Оэра Линда» — фальсификация XIX века, выдаваемая за фризский исторический, мифологический и религиозный текст. Современный лингвистический анализ утверждает, что эта книга была мистификацией, хотя из-за описываемых в ней тем находятся приверженцы идеи её подлинности. Это можно объяснить как популистской привлекательностью тематики книги, выражающей идеи национализма и крайнего евроцентризма, так и ориентированной на женщин философской канвой. Как минимум одна современная организация — «Дочери Фрейи» — основывает свои религиозные верования и практики на книге «Ура-Линда».

## История

### Датировка
Рукопись «Ура-Линда» попадает в поле зрения общественности в 1867 году, когда Корнелис Овер де Линден (нем. Cornelis Over de Linden, 1811—1874) передал собственноручно сделанные копии нескольких страниц манускрипта провинциальному фризскому библиотекарю Ээлко Вервейсу (з.-фриз. Eelco Verwijs, 1830—1880) для перевода.

### Происхождение
Согласно утверждению самого Корнелиса, рукопись досталась ему в наследство от деда в августе 1848 года, а передала её ему его тетя Аафье Мейльхофф (з.-фриз. Aafje Meylhoff). Сам Корнелис был уверен, что в книге содержится семейное предание о некоем сокровище. По поручению «Friesch Genootschap» Вервийс предложил изготовить копию, её он хотел потом переводить, но позже перепоручил это дело Йохану Винклеру (нем. Johan Winkler). В своём докладе на собрании «Friesch Genootschap» 24 ноября 1870 г. Винклер отметил, что 
содержание чрезвычайно странного рода, частично мифологическое, частично историческое; язык местами старинный, но в то же время встречаются выражения, которые представляются очень новыми по времени возникновения
и что ценность перевода не соответствовала бы затраченному времени и приложенным усилиям. Однако, с ним не согласился заместитель директора лееувардской гимназии, доктор Я. Г. Оттема (з.-фриз. J.G. Ottema), бывший учитель Ээлко Вервийса, получивший от Корнелиса Овер-де-Линдена для ознакомления рукопись. Он издал перевод рукописи на нидерландский язык в 1872 году, а перевод на английский был осуществлен Уильямом Сэндбахом (William Sandbach) в 1876 году.

## Содержание

### Язык и тематика
Текст книги написан на смеси старого и нового диалектов фризского языка. В манускрипте утверждается, что он был написан в 1256 году и является копией более древнего манускрипта, якобы писавшегося многими авторами с 2194 года до н. э. по 803 год.
«Ура-Линда» рассматривает такие темы, как катастрофизм, национализм, матриархат, мифология.

### Содержание
Книга утверждает, что Европа и другие части света на протяжении большей части своей истории управлялись наследницами «Народных Матушек», возглавлявших иерархический орден жриц, давший обет безбрачия.
Книга начинается с описания того, как «Вральда» (Святой дух в древнегерманской мифологии) создал трёх дев: «Лиду из раскаленной пыли, Финду из горячей пыли, Фрейю из теплой пыли». Их потомки называются соответственно: от Лиды — «лидийцами», от Финды — «финнами», от Фрейи — «фризами» или «фризонами».
Утверждается, что старейшая часть книги была написана в 2194 году до н. э., а самая новая — письмо Гидде Оэра Линда (з.-фриз. Hidda Oera Linda) датируется 1256 годом. Почти половину «Ура-Линды» составляет Книга последователей Аделы, которую дополняет остальной текст. В манускрипте утверждается, что он был составлен в шестом веке до н. э. из материалов того времени и более древних источников, ни один из которых не сохранился. Последние две части книги «Ура-Линда» содержат ряд пробелов, а сама книга внезапно обрывается.
Книга «Ура-Линда» является первым известным примером чёткой формулировки концепции т.н. корневых рас, хотя этот термин в ней не используется. «Ура-Линда» также упоминает Атлантиду под именем Атланда (Atland или Aldland), утверждая, что она была затоплена в 2194 году до н. э.

## Критика

### Основная критика
Критика подлинности рукописи опирается на три наблюдения:
1. Язык рукописи полностью представляет собой испорченный древнефризский, в котором среди древних составляющих обнаруживают себя также и современные «голландицизмы».
2. Бумага рукописи произведена промышленным способом в первой половине XIX столетия и была искусственно состарена, возможно путём обработки дымом, поскольку в разрыве бумага оказалась белой. В заключении Ф. Мюллера и П. Смидта-ван-Гельдера (F. Muller, P. Smidt van Gelder, 1876 г.) указывалось, что бумага рукописи была произведена на фабрике Tielens und Schrammen, город Маастрихт, и её возраст не превышает двадцати пяти лет.
3. Буквы рукописи оказались буквами латинского алфавита, которым была придана форма древнегерманских рунических знаков.

### Версии критиков
Хотя книга «Ура-Линда» подверглась критике сразу же после её обнаружения не только из-за невероятных утверждений, но и из-за большого числа содержащихся в ней анахронизмов, это не помешало книге стать источником вдохновения не только для многих оккультистов, но и для некоторых историков. Несмотря на то, что «Ура-Линда» определяет древних германцев как диких варваров, некоторые авторы маргинальных версий верят в её подлинность. Возможно, причиной этого явилось то обстоятельство, что книга указывает на северно-европейское происхождение некоторых ближневосточных цивилизаций. К «Ура-Линда» проявляли интерес феминистки, а также движение Нью-эйдж. Её часто цитируют в книгах об Атлантиде.
Общепризнано, что «Ура-Линда» является подделкой, её автором предполагается Корнелис Овер де Линден или Ээлко Вервийс. Другим кандидатом на её авторство является протестантский проповедник Франсуа Хаверсмидт (нидерл. François Haverschmidt 1835—1894), писавший стихи под псевдонимом Пит Палтьенс (нидерл. Piet Paaltjens). Он жил во Фрисландии и был знаком с Вервийсом, хотя прямых доказательств не существует. Маргинальные исследователи считают книгу подлинной.

### Новейшие публикации критики
В 2004 году историк Гоффе Йенсма (з.-фриз. Goffe Jensma) опубликовал книгу «De gemaskerde god. François Haverschmidt en het Oera Linda-boek», в которой утверждает, что Хаверсмидт написал «Ура-Линду» при помощи Овер-де-Линдена и Вервийса. Согласно Йенсме, «Ура-Линда» задумывалась как пародия на Библию.

### Научная
на русском языке
- Кондратьев А. В. Ведьмы, ритуалисты и мифологисты в религиоведении Третьего рейха // Религиоведение. — 2006. — № 4. — С. 3-20.
- Эрлихман В. В. Фантастическая «Хроника Ура Линда» // Фальсификация исторических источников и конструирование этнократических мифов. — М.: Институт археологии РАН, 2011. — 382 с. — 500 экз. — ISBN 987-5-94375-110-3.

на других языках
- Breuker Ph. H.[зап.-фриз.]. It Friesch Genootschap, it Friesch Jierboeckjen en it Oera Linda Boek. De striid om taalbefoardering tusken 1827 en 1837 // De Vrije Fries[зап.-фриз.]. — 1980. — Vol. 60. — P. 49–65.
- Jensma G.[зап.-фриз.]. Lees, leer en waak. Het Oera Linda Bok. Een rondleiding // De Vrije Fries[зап.-фриз.]. — 1992.
- Jensma G.[зап.-фриз.]. “‘Geen Fries spot met zijn land’. Nationalisme, ironie en het Oera Linda-boek” // Bijdragen en mededelingen betreffende de geschiedenis der Nederlanden[англ.]. — 2002. — Vol. 117, № 3. — P. 331—343.
- Jensma G.[зап.-фриз.]. De Gemaskerde God. François HaverSchmidt en het Oera Linda-boek / proefschr. door Goffe Theunis Jensma ; Rijksuniv. Groningen. — Zutphen: Walburg Pers, 2004. — 467 p. — ISBN 90-5730-344-2.
- Jensma G.[зап.-фриз.]. Woord vooraf // Het Oera Linda-boek facsimile, transcriptie, vertaling / Goffe Jensma editor. — Hilversum: Verloren, 2006. — P. 7—53.
- Jensma G.[зап.-фриз.]. How to Deal with Holy Books in an Age of Emerging Science. The Oera Linda Book as a New Age Bible // Fabula[англ.]. — 2007. — Vol. 48, № 3–4. — P. 229–249.
- Krogmann W.. Ahnenerbe oder Fälschung? Eine Klarstellg in Sachen der Ura Linda Chronik. — Berlin, 1934. (содержит критический разбор Хроники Ура Линда).
- Prevenier W. Het Oera Linda-boek. Falsificatie of mystificatie? // Bijdragen en mededelingen betreffende de geschiedenis der Nederlanden[англ.]. — 2006. — Vol. 121, № 3. — P. 439—446.
- Reznikova K. V. “The Oera Linda Book” and “The Snow Queen”: Two Destinies of One Myth // Journal of Siberian Federal University. Humanities & Social Sciences. — Krasnoyarsk: Siberian Federal University, 2015. — Т. 8, № 1. — С. 149—174.

### Другая
на русском языке
- Вирт Герман Феликс. Хроника Ура Линда. Древнейшая история Европы / Пер. с нем. А. В. Кондратьев. — М.: Вече, 2007. — 624 с. — (Ariana Mystica). — ISBN 978-5-9533-1733-7.
- Расовые архетипы Евразии в хронике «Ура-Линда» // Дугин А. Г. Абсолютная Родина. — М.: Арктогея, 1999. — ISBN 5-8186-0003-3.

на других языках
- Newbrook, Mark. Linguistic reconstruction and revisionist accounts of ancient history // The Skeptic. — 2000. — Vol. 20, № 2. — P. 42–47. — ISSN 0726-9897. Архивировано из оригинала 3 мая 2012 года.